# Zieluń
Zieluń (prononciation : [ˈʑeluɲ]) est un village polonais de la gmina de Lubowidz dans le powiat de Żuromin de la voïvodie de Mazovie dans le centre-est de la Pologne.
Il se situe à environ 8 km au nord de Lubowidz (siège de la gmina), 14 km au nord de Żuromin (siège du powiat) et à 133 km au nord-ouest de Varsovie (capitale de la Pologne).
Le village compte une population d'environ 800 habitants en 2006.

## Histoire
De 1975 à 1998, le village appartenait administrativement à la voïvodie de Ciechanów.